# Euphyia violetta
Euphyia violetta är en fjärilsart som beskrevs av W. Warren 1904. Euphyia violetta ingår i släktet Euphyia och familjen mätare. Inga underarter finns listade i Catalogue of Life.